# 肯尼亚—葡萄牙关系
肯尼亚－葡萄牙关系指的是肯尼亚和葡萄牙之间的双边关系，目前两国均属于联合国成员。

## 历史

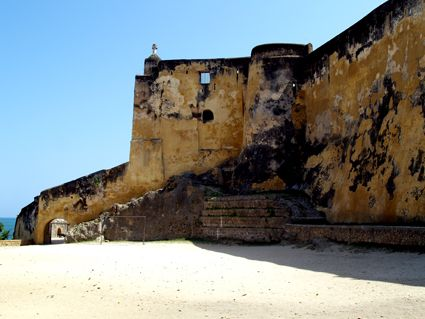
耶稣堡

两国关系可以追溯到500年前的大航海时代。1497年，葡萄牙王国的航海家达伽马启程寻找通往印度的新航路，并于1498年到达今属于肯尼亚的蒙巴萨以及马林迪，然后竖立了达伽马柱。
位于蒙巴萨的耶稣堡是由葡萄牙人建筑的防御工事，建于1593至1596年间，后于1631至1895年间九易其主，葡萄牙帝国、阿曼教长国以及大英帝国均控制过这座堡垒。

## 贸易
2020年，葡萄牙共向肯尼亚出口了价值1650万美元的商品，主要为造纸机、道林纸以及合成长丝。肯尼亚则向葡萄牙出口了价值531万美元的商品，其中绝大部分为农产品，包括水果、干果、植物油以及鱼类。

## 外交使团
肯尼亚驻巴黎大使馆兼辖对葡萄牙的领事服务，而葡萄牙驻内罗毕的大使馆则于2019年年底投入使用。